# Phidolopora
Phidolopora is een mosdiertjesgeslacht uit de familie van de Phidoloporidae en de orde Cheilostomatida. De wetenschappelijke naam ervan is in 1862 voor het eerst geldig gepubliceerd door Gabb & Horn.

## Soorten
- Phidolopora avicularis (MacGillivray, 1883)
- Phidolopora chakra Boonzaaier-Davids, Florence & Gibbons, 2020
- Phidolopora elongata (Smitt, 1866)
- Phidolopora labiata Gabb & Horn, 1862
- Phidolopora pacifica (Robertson, 1908)
- Phidolopora pacificoidea Liu, 2001
- Phidolopora robusta Canu & Bassler, 1927
- Phidolopora trisinuata Liu, 2001